# Hemithraupis
Genre
Hemithraupis est un genre de passereaux de la famille des Thraupidae.

## Liste d'espèces
Selon la classification de référence du Congrès ornithologique international (version 2.7, 2010) :
- Hemithraupis guira - Tangara guira
- Hemithraupis ruficapilla - Tangara à tête rousse
- Hemithraupis flavicollis - Tangara à dos jaune